# Bohumil Samek
Bohumil Samek (20. května 1932 Znojmo – 26. prosince 2022 Praha) byl český a moravský historik umění zabývající se především uměleckými památkami na Moravě a ve Slezsku.
Maturoval na znojemském gymnáziu. V letech 1951–1956 vystudoval Filozofickou fakultu Masarykovy univerzity v Brně (obor dějiny umění a dějepis). Na škole jej ovlivnily především přednášky Václava Richtra, Alberta Kutala a Antonína Friedla. Po absolutoriu pracoval jako historik umění v Muzeu města Brna, od roku 1979 působil v Ústavu teorie a dějin umění ČSAV. V letech 1992–1993 byl ředitelem Památkového ústavu v Brně. Je autorem stovky odborných studií a několika knih. Jeho jedinou dcerou je česká právnička Klára Samková.

## Publikace (výběr)
- Klášter augustiniánů v Brně. Brno : Památkový ústav, 1993. 62 s. ISBN 80-85032-19-8.
- Umělecké památky Moravy a Slezska 1. A–I. Praha : Academia, 1994. 651 s. ISBN 80-200-0474-2.
- Umělecké památky Moravy a Slezska 2. J–N. Praha : Academia, 1999. 780 s. ISBN 80-200-0695-8.
- Brno – Kleinův palác. Brno : Památkový ústav v Brně, 2000. 38 s. ISBN 80-85032-79-1.
- Umělecké památky Moravy a Slezska 3. O/P (Bohumil Samek – Kateřina Dolejší, editoři). Praha : Academia, 2021. 1239 s. [2 svazky] ISBN 978-80-200-0473-4; ISBN 978-80-200-3122-8.

## Ocenění
- 2019 – Cena Jože Plečnika[2]
- 2022 – Cena města Brna (in memoriam)[3]